# Île de la Dérivation (L'Isle-Adam)
Pour les articles homonymes, voir Île de la Dérivation (homonymie).
L'île de la dérivation est une des trois îles de l'Oise qui appartiennent au territoire de la commune de L'Isle-Adam (Val-d'Oise). Elle est dénuée d'habitations. Une écluse et un barrage sur la rivière se situent à son niveau.